# Mitchell-Netravali-Filter
Die Mitchell-Netravali-Filter oder BC-Splines sind eine vorrangig in der Computergrafik verwendete Gruppe von Rekonstruktionsfiltern, die zum Beispiel beim Antialiasing oder bei der Skalierung von Rastergrafiken verwendet werden können. In Bildbearbeitungsprogrammen werden sie auch als bikubische Filter bezeichnet, da sie zu den kubischen Splines zählen.

## Definition

Graph des Mitchell-Netravali-Filters mit Parameterwahl (⅓, ⅓)

Die Mitchell-Netravali-Filter wurden im Rahmen einer Untersuchung zu Artefakten von Rekonstruktionsfiltern entworfen. Die Filter sind stückweise kubische Filter mit vier Pixel breiten Trägern. Nach Ausschluss ungeeigneter Filter aus dieser Familie, wie zum Beispiel unstetige Kurven, verbleiben zwei Parameter {\displaystyle B} und {\displaystyle C}, durch die die Mitchell-Netravali-Filter konfigurierbar sind. Die Filter sind wie folgt definiert:
{\displaystyle k(x)={\frac {1}{6}}{\begin{cases}{\begin{array}{l}(12-9B-6C)|x|^{3}+(-18+12B+6C)|x|^{2}\\\qquad +(6-2B)\end{array}}&{\text{, wenn }}|x|<1\\{\begin{array}{l}(-B-6C)|x|^{3}+(6B+30C)|x|^{2}\\\qquad +(-12B-48C)|x|+(8B+24C)\end{array}}&{\text{, wenn }}1\leq |x|<2\\0&{\text{ansonsten}}\end{cases}}}
Es ist möglich, zweidimensionale Versionen der Mitchell-Netravali-Filter durch Separation zu konstruieren (siehe: Rekonstruktionsfilter: Konstruktion zweidimensionaler Filter). In diesem Fall können die Filter durch eine Reihe von Interpolationen mit dem eindimensionalen Filter ersetzt werden. Aus den Farbwerten der vier benachbarten Pixel {\displaystyle P_{0}}, {\displaystyle P_{1}}, {\displaystyle P_{2}}, {\displaystyle P_{3}} berechnet sich dann der Farbwert {\displaystyle P(d)} folgendermaßen:
{\displaystyle {\begin{aligned}P(d)&\textstyle =\left((-{\frac {1}{6}}B-C)P_{0}+(-{\frac {3}{2}}B-C+2)P_{1}+({\frac {3}{2}}B+C-2)P_{2}+({\frac {1}{6}}B+C)P_{3}\right)d^{3}\\&\textstyle +\left(({\frac {1}{2}}B+2C)P_{0}+(2B+C-3)P_{1}+(-{\frac {5}{2}}B-2C+3)P_{2}-CP_{3}\right)d^{2}\\&\textstyle +\left((-{\frac {1}{2}}B-C)P_{0}+({\frac {1}{2}}B+C)P_{2}\right)d\\&\textstyle +{\frac {1}{6}}BP_{0}+(-{\frac {1}{3}}B+1)P_{1}+{\frac {1}{6}}BP_{2}\\\end{aligned}}}
{\displaystyle P} liegt hierbei zwischen {\displaystyle P_{1}} und {\displaystyle P_{2}}; {\displaystyle d} ist der Abstand zwischen {\displaystyle P_{1}} und {\displaystyle P}.

### Spezialfälle

Subjektives Aussehen von mit Mitchell-Netravali-Filtern rekonstruierten Bildern. Die gestrichelte Linie markiert eine von den Entwicklern als guter Kompromiss empfohlene Parameterfamilie.

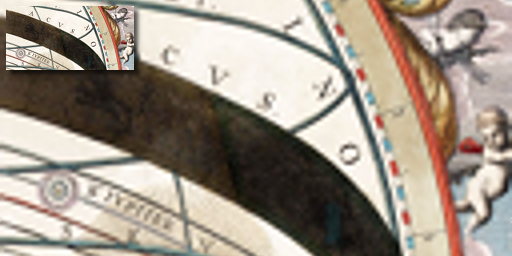
Vergrößerung mit bikubischem Filter in GIMP (B=0, C=0,5)

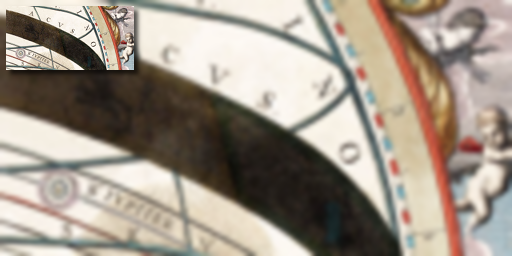
Vergrößerung mit bikubischem Filter in Paint.NET (B=1, C=0)

Je nach Wahl der Parameter B und C kann es zu verschiedenen Artefakten kommen (siehe Bild rechts). Die Entwickler schlugen die Parameter aus der Familie {\displaystyle B+2C=1} und besonders {\displaystyle \textstyle B=C={\frac {1}{3}}} als guten Kompromiss vor.
Die Wahl bestimmter Parameter führt zu bekannten kubischen Splines:
- B=1, C=0 ist der kubische B-Spline (als bikubischer Filter z. B. in Paint.NET verwendet);
- B=0 ist die Familie der Cardinal Splines;
- B=0, C=0,5 ist der Catmull-Rom Spline (als bikubischer Filter z. B. in GIMP verwendet).